# 10389 Robmanning
10389 Robmanning eller 1997 LD är en asteroid i huvudbältet som upptäcktes den 1 juni 1997 av NEAT vid Haleakalā-observatoriet. Den är uppkallad efter Rob Manning
Asteroiden har en diameter på ungefär 5 kilometer.